# Eleição parlamentar na Albânia em 2009
A eleição parlamentar albanesa de 2009 foi realizada em 28 de junho e consistiu no 7º pleito eleitoral realizado no país desde sua redemocratização em 1991.

## Resultados eleitorais
| Partido                           | Partido                           | Votos     | %     | Cadeiras | +/– |
| --------------------------------- | --------------------------------- | --------- | ----- | -------- | --- |
|                                   | PDSh                              | 610 463   | 43.86 | 68       | 12  |
|                                   | PSSh                              | 620 586   | 44.15 | 65       | 23  |
|                                   | LSI                               | 73 678    | 5.56  | 4        | 1   |
|                                   | PRSh                              | 31 990    | 2.11  | 1        | 10  |
|                                   | PBDNJ                             | 18 078    | 1.19  | 1        | 1   |
|                                   | PDIU                              | 14 477    | 0.95  | 1        | 1   |
| Total de votos válidos            | Total de votos válidos            | 1 519 176 | 97.01 | –        | –   |
| Votos inválidos (brancos e nulos) | Votos inválidos (brancos e nulos) | 46 903    | 2.99  | –        | –   |
| Total de votos registrados        | Total de votos registrados        | 1 566 079 | 100   | –        | –   |
| Eleitorado apto a votar           | Eleitorado apto a votar           | 3 084 946 | 50.77 | –        | –   |

## Repercussão e análise
Em uma disputa bastante renhida, os majoritários PDSh e PSSh reivindicaram a vitória eleitoral. Após 100% das urnas apuradas, o governista PDSh obteve 43,86% dos votos válidos e elegeu 68 deputados. Por sua vez, o oposicionista PSSh obteve votação ligeiramente maior (44,15% dos votos válidos), mas elegeu uma bancada de deputados ligeiramente menor (65 deputados).

### Formação de governo
Como nenhuma das forças políticas que disputaram o pleito logrou obter a maioria absoluta das cadeiras do Parlamento da Albânia e por ter sido o partido que elegeu a maior bancada de deputados, o governista PDSh, liderado pelo então primeiro-ministro Sali Berisha, recebeu mais uma vez por parte do presidente da República à época, Bamir Topi, a incumbência de formar um novo governo.
Após complexas negociações para a composição dos ministérios, o Movimento Socialista pela Integração (LSI), terceiro partido mais votado com 3 assentos parlamentares, aceitou compor uma nova coalizão de governo dotada da maioria absoluta necessária para governar o país na legislatura seguinte.

## Suspeitas de fraude
O líder do PSSh, Edi Rama, disse que só reconheceria o resultado caso houvesse nova apuração. A declaração foi feita após a comissão eleitoral nacional decidir não contar as cédulas das nove urnas da circunscrição de Fier, conhecido reduto socialista no sul do país. "Em nome do PSSh, quero pedir pela última vez a Sali Berisha (primeiro-ministro da Albânia) para que renuncie a menosprezar os votos, ou ele assumirá toda a responsabilidade pelo não reconhecimento do resultado do pleito e de todas as instituições surgidas das eleições".
O presidente da comissão eleitoral, Arben Ristani apontou irregularidades nas atas dos resultados das urnas em Fier. Com isso, o PSSh deve levar uma queixa à instituição ou a um tribunal de apelação para decidir as cédulas serão consideradas válidas. Os socialistas consideram a decisão da comissão uma tentativa de Berisha de "saquear a todo custo" um mandato do PSSh na região. Além disso, Rama denunciou fraudes em Tirana, Shkoder e Berat, e confirmou que o PSSh deve solicitar a apuração dos votos nestas importantes regiões.